# IObit Smart Defrag
IObit Smart Defrag — бесплатный дефрагментатор, разработанный компанией IObit Information Technology и позволяющий довести производительность жёсткого диска до максимально возможной. Первая версия вышла 9 сентября 2008 года

## Принцип работы
Программа создана на основе дефрагментирующего механизма фирмы IObit и технологии «дефрагментация диска при загрузке системы». Smart Defrag не только дефрагментирует файлы, но и распределяет их на диске с учётом частоты использования, что сокращает время доступа и повышает общую производительность системы. Во время работы программы файлы переносятся в сплошной блок, а дисковое пространство перераспределяется так, что на диске образуется один большой блок. В итоге заметно сокращается время доступа к файлам и приложениям. После установки утилита переходит в автоматический режим работы и незаметно для пользователя и производительности системы дефрагментирует файлы во время обычной работы компьютера.

## Критика
На сайте CNET утилита имеет рейтинг 4/5 на основании более 3000 оценок пользователей. На сайте Softpedia программа и её портативная версия получили от редакторов оценку 4/5.